# Turniej rycerski

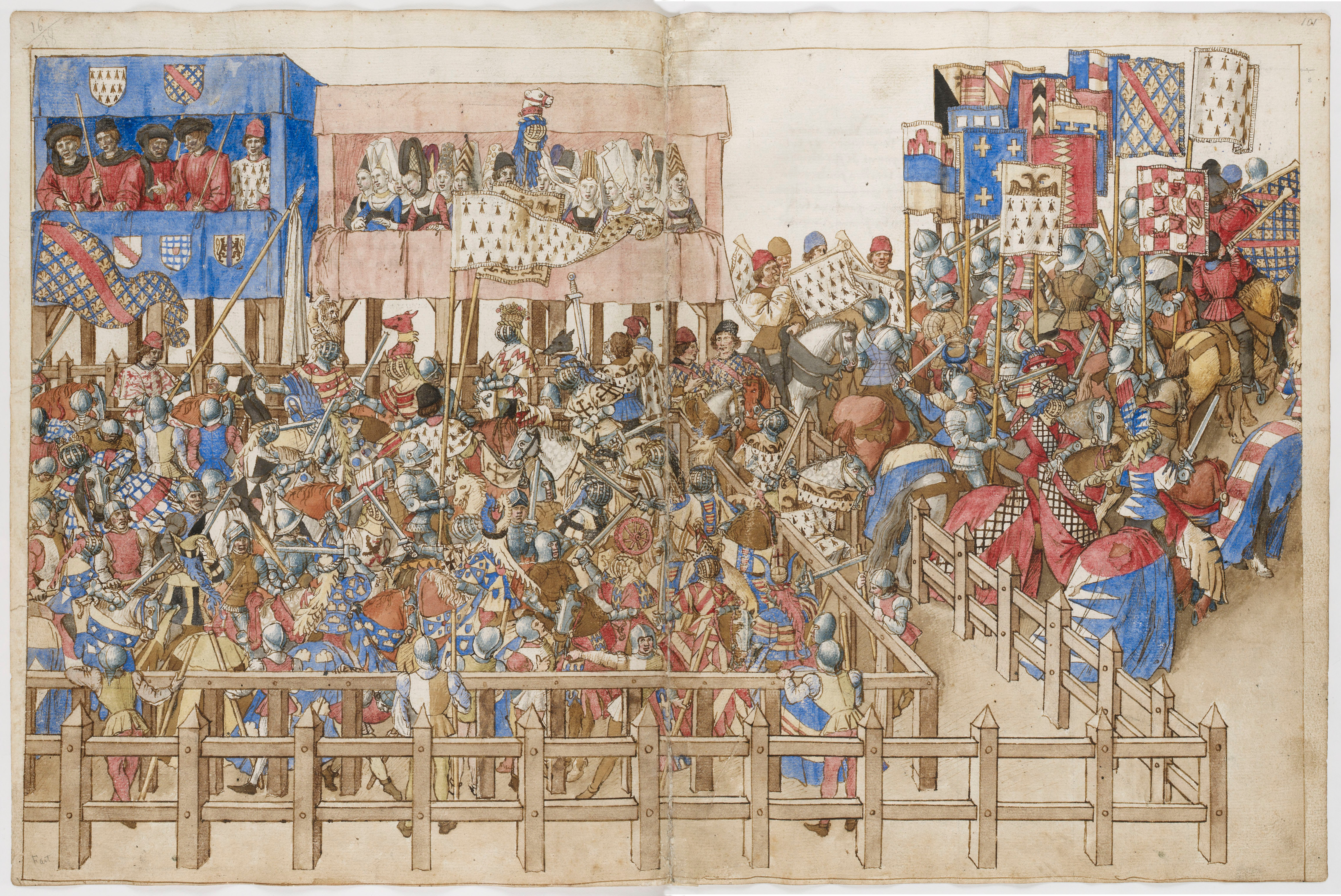
Starcie grupowe w trakcie turnieju rycerskiego na XV w. ilustracji

Turniej rycerski – forma rywalizacji bojowej, prawdopodobnie pochodzenia średniowieczno-francuskiego, o charakterze pokazowym, popularna w Europie Zachodniej od XI do XVI wieku, w której rycerze, zgodnie z ustalonymi regułami, walczyli konno lub pieszo, demonstrując swoje umiejętności, odwagę i sprawność w posługiwaniu się bronią. Turnieje miały zarówno funkcję ćwiczeń wojskowych, jak i rozrywki dworskiej, z czasem przekształcając się w widowiska o charakterze reprezentacyjnym i ceremonialnym .

## Zarys dziejów
Najwcześniejsze turnieje pojawiły się prawdopodobnie we Francji około połowy XI wieku. Kilku kronikarzy przypisuje ich wynalezienie francuskiemu baronowi Geoffroiowi de Preully . Pierwszy turniej, co do którego nie ma żadnych wątpliwości, odbył się w 1095 roku we Flandrii. Na ziemie polskie zwyczaj organizowania turniejów dotarł przez Śląsk, gdzie pierwszy turniej zorganizował Bolesław Rogatka w 1243 roku w Lwówku Śląskim .

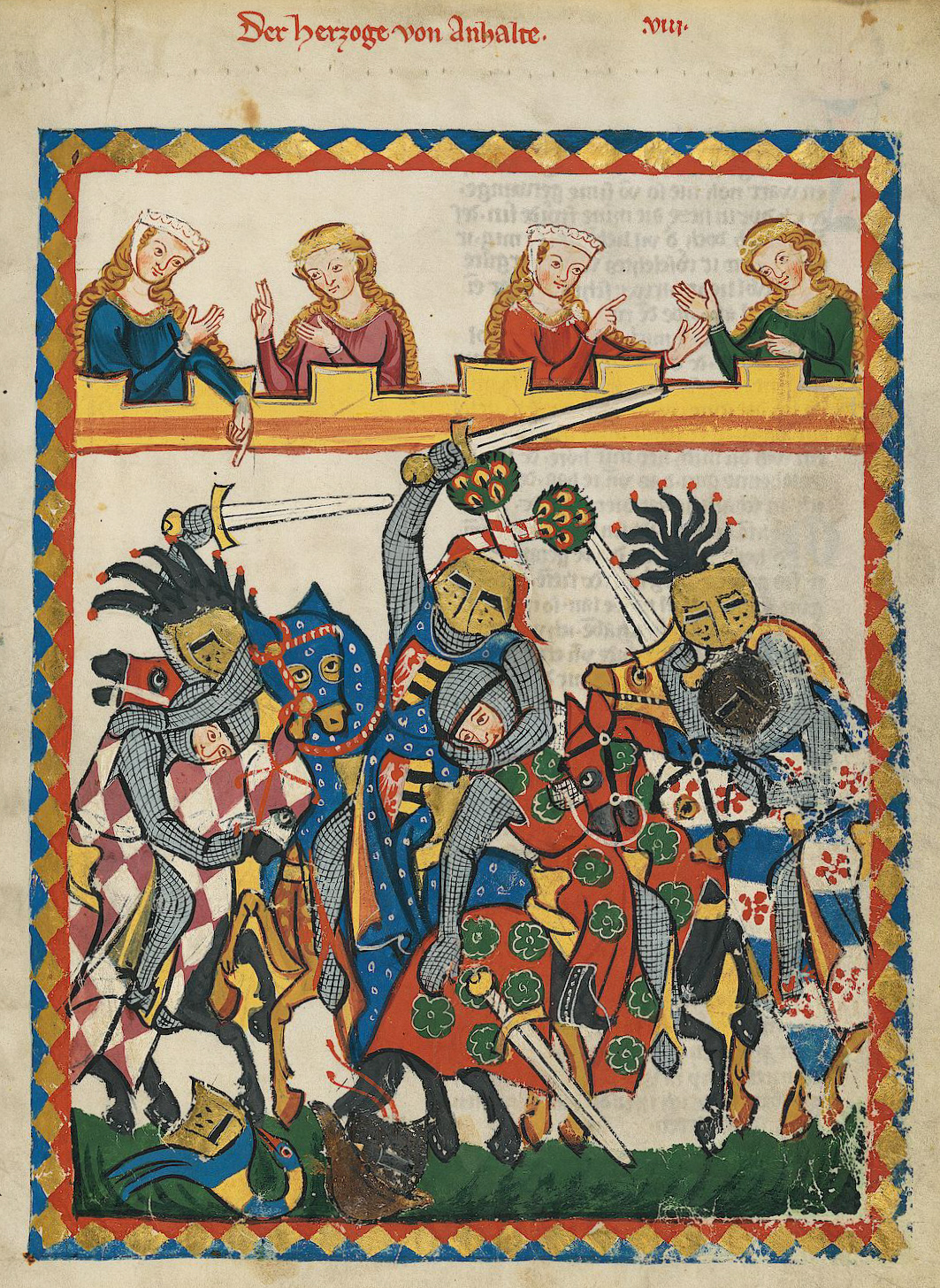
Turniej w Kodeksie Manesse

Początkowo turniej miał formę pozorowanej bitwy między dwiema grupami uzbrojonych jeźdźców, zwanej mêlée. Później pojawiła się także jousta – pojedynek, w którym dwaj jeźdźcy, ruszając z przeciwległych końców otoczonej palisadą areny, starali się zrzucić się nawzajem z siodła. Około 1292 roku wprowadzono Statutum Armorum („Statut oręża”), zakazujące używania broni o ostrych zakończeniach. Upadłym rycerzom mogli pomagać wyłącznie ich giermkowie, oznaczeni herbem swego pana. Giermek łamiący ten przepis tracił konia i oręż oraz podlegał karze trzech lat więzienia. Spory rozstrzygał sąd honorowy złożony z książąt i hrabiów .
Turnieje bywały zarówno łagodne, jak i brutalne. Na przykład, podczas Turnieju Pokoju w Windsor Park w 1278 roku klingi mieczy wykonano z fiszbinów i pergaminu pokrytego srebrem, hełmy ze skóry, a tarcze z lekkiego drewna. W innych przypadkach uczestnicy często odnosili rany lub ginęli. Tępe groty kopii zaczęto stosować dość wcześnie – od XIV wieku ich zakończenia często przyjmowały formę korony, zastępującej ostry czubek. W XV wieku pojedynki konne odbywały się zwykle przy barierze pokrytej tkaniną, która zapobiegała zderzeniom koni. Zbrojmistrzowie tworzyli wtedy specjalne zbroje przeznaczone wyłącznie do turniejów – cięższe i mniej elastyczne niż bojowe, nieprzydatne na polu walki. W XVI wieku popularne stały się walki piesze przy barierze z użyciem krótkich włóczni. Stosowano także topory bojowe, a w pojedynkach konnych – miecze lub buzdygany. Listy turniejowe były dostępne wyłącznie dla osób szlacheckiego pochodzenia. W krajach niemieckich o czystości rodowodu kandydata do orderu rycerskiego nierzadko świadczył udział jego przodka w turnieju. Zwycięzcom nagrody wręczały damy .
Z czasem turniej przekształcił się w carrousel – rodzaj inscenizacji – oraz w mniej niebezpieczną zabawę, polegającą na trafianiu kopią w zawieszony pierścień. W czasach nowożytnych organizowano romantyczne rekonstrukcje, z których najsłynniejsza odbyła się w 1839 roku na zamku Eglinton w Szkocji i została opisana w powieści z  1880 roku Endymion Disraelego. Późniejsze turnieje miały już wyłącznie charakter widowiskowy .